# We Got Married
We Got Married (hangeul : 우리 결혼했어요 ; RR : Uli gyeolhonhaess-eoyo) est une émission de télévision sud-coréenne diffusée sur MBC depuis le 16 mars 2008.

## Épisode spécial Nouvel An Lunaire 2008
L'épisode pilote de We Got Married a été diffusé le 6 février 2008. 
4 "faux" couples de célébrités ont pour mission de préparer un dîner avec une somme d'argent précise. À la fin de l'émission, chaque invité a la possibilité d'éliminer son partenaire. 
Couples
- Alex & Jang Yun-jeong
- Jeong Hyeong-don & Saori
- Crown J & Seo In-young
- Hong Kyung-min & Solbi

## Saison 1
La saison 1 reprend le concept des couples de l'épisode pilote avec quelques changements. Chaque semaine, des couples se voient confier une mission qui leur fait partager des moments et les rapproche. Puis l'émission est diffusée sur un plateau où les couples et les présentateurs réagissent.
Couples
- Alex & Shin Ae (épisodes 1-8, 13-34)
- Crown J & Seo In-young (épisodes 1-41)
- Andy & Solbi (épisodes 1-28)
- Jeong Hyeong-don & Saori (épisodes 1-8)
- Lee Hwi-jae & Jo Yeo-jeong (épisodes 9-17)
- Kim Hyun-joong & Hwangbo (épisodes 9-38)
- Hwanhee & Hwayobi (épisodes 25, 29-44)
- Marco & Son Dam-bi (épisodes 25, 29-44)
- Choi Jin-young & Lee Hyun-ji (épisodes 25)
- Kangin & Lee Yoon-ji (épisodes 39-55)
- Jeong Hyeong-don & Kim Taeyeon (épisodes 42-54)
- Shin Sung-rok & Kim Shin-young (épisodes 42, 45-54)
- Jun Jin & Lee Si-young (épisodes 42, 45-55)

## Saison 2
En mai 2009, les producteurs ont annoncé un autre changement dans le format avec les quatre couples au départ, coupant vers le bas avec juste un couple et de raccourcir le spectacle à seulement 60 minutes. Le spectacle va maintenant présenter un côté plus réaliste de ce qu'est un mariage est, au lieu de "l'image peinte du mariage sur la base de la romance". 
Pour la première fois, un vrai couple prend part à l'émission. Les célébrités sont invitées à commenter chaque épisode afin qu'ils puissent partager leurs opinions sur le mariage. Kim Yong Jun et Hwang Jung-eum font aussi les entrevues ensemble, en tenue de mariage.
Toutefois, en raison de faibles audiences, l'émission est retournée à son ancien format avec l'ajout de Park Jae-jung et Uee d'After School le 2 août 2009. Pour l'émission spéciale Chuseok Gain des Brown Eyed Girls & Jo Kwon des 2AM et, Lee Seok-hun et Kim Na-young des SG Wannabe apparaissent en tant que nouveaux couples fictifs. L'épisode a réalisé la meilleure note de la saison II, et Gain et Jo Kwon ont été annoncés couple permanent.
Couples
- Kim Yong-jun & Hwang Jung-eum (Ep 1-31)
- Jo Kwon & Gain (ep 21-80)
- Park Jae-jung & Uee (Ep 12-31)

Couples additionnels
- Jung Yong-hwa & Seohyun (Ep 40-91)
- Lee Seok-hun & Kim Na-young (Ep 21)
- Lee Sun-ho & Hwang Woo-seul-hye (ep 32-42)
- Nichkhun & Victoria (ep 52-91)

## Saison 3
La saison trois commence officiellement le 9 avril, avec deux couples supplémentaires après le départ de Yonghwa & Seohyun, ainsi qu'avec un nouveau format. Park Hwisun et K.Will sont ajoutés comme présentateurs.
Couples initiaux
- Nichkhun & Victoria (Ep 1-24)
- Eunjung & Lee Jang-woo (Ep 1-52)
- Kim Won-jun & Park So-hyun (Ep 1-38)

Couples supplémentaires
- David Oh & Kwon Ri-se (Ep 11-24)
- Leeteuk & Kang So-ra (Ep 25-56)

## Saison 4
Couples initiaux
- Julien Kang & Yoon Se-ah (Ep 1-27)
- Hwang Kwanghee & Han Sun-hwa (Ep 2-34)
- Lee Joon & Oh Yeon-seo (Ep 3-23)

Couples supplémentaires
- Jinwoon & Go Joon-hee (Ep 24-54)
- Jo Jung-chi & Jung-in (Ep 28-54)
- Lee Tae-min & Son Na-eun (Ep 35-117)
- Yoon Han & Lee So-yeon (Ep 55-81)
- Jung Joon-young & Jeong Yu-mi (Ep 55-89)
- Jang Wooyoung & Park Se-young[2] (Ep 72-106)
- Namgung Min & Hong Jin-young[3] (Ep 214-262)
- Hong Jong-hyun & Kim Yura (Ep 223-262)
- Song Jae-rim & Kim So-eun (Ep 237-275)
- Henry Lau & Ye-won (Ep 262-275)
- Lee Jong-hyun & Gong Seung-yeon (Ep 263-286)
- Yook Sungjae & Joy (Ep 276-320)
- Oh Min-seok & Kang Ye-won (Ep 276-310)
- Kwak Si-yang & Kim So-yeon (Ep 287-316)
- Eric Nam & Mamamoo's Solar (Ep 316-348)
- Madtown's Jota & Kim Jin-kyung (Ep 321-350)
- Choi Tae-joon & Apink's Yoon Bo-mi (Ep 341- 363)
- Lee Guk-joo & Untouchable's Sleepy (Ep 349- Maintenant)
- Jung Hye-sung & Gong Myung (Ep 351- Maintenant)
- Choi Min Yong & Jang Do Yeon (Ep 364 - Maintenant)

## Spin-Off

### Pit-a-Pat Shake
MBC a diffusé une nouvelle émission basée sur We Got Married. L'accent de l'émission a été décrit comme un passage de la vie conjugale à la période de rencontres. Le producteur à la tête de Pit-a-Pat Shake était le producteur original de We Got Married, lorsque les couples tels que Seo In-Young & Crown J et Shin Ae & Alex apparaissent. Le succès des couples les plus anciens et les plus mémorables a donné aux gens de grands espoirs pour le pilote.
Les idoles féminines dans le spin-off Pit-a-Pat Shake ont été Seungyeon de Kara, Lizzy d'After School, Hyorin de Sistar et Sunhwa de Secret. Sungmin de Super Junior a été associé avec Hyorin. Lee Joon (MBLAQ) a été jumelé avec Lizzy, acteur Lee Tae Sung avec Seungyeon et Hwang Kwanghee de ZE:A avec Sunhwa.

### Version chinoise
La version chinoise du programme jumelé des célébrités coréennes et chinoises. deux sur trois étaient internationales : Hyomin de T-ara et Kyuhyun de Super Junior. Il a été produit par la MBC pour célébrer le vingtième anniversaire des relations diplomatiques entre la Corée du Sud et la Chine. Il a été diffusé comme spéciale Saint-Valentin en Chine sur une chaîne de divertissement de Shanghai Media Group et le MBC, le 25 février, mais avec seulement les segments coréens.
Couples
- Hyomin de T-ara & Fu Xinbo de BoBo
- Kyuhyun de Super Junior & Lou Yixiao
- MC Jin Wei & Zhu Chi Dan

### Édition globale
L'édition globale de We Got Married, consiste à voir comment le mariage à virtuel entre célébrités de différents pays travaillent à travers des missions hebdomadaires et des entrevues candides. Les couples sont jumelés de la Corée, le Japon et Taiwan.
Couples
Saison 1
- Lee Hong-ki & Fujii Mina
- Ok Taecyeon (Taecyeon) & Emma Wu (Gui Gui)

Saison 2
- Kim Heechul (Heechul) & Puff Kuo (Hsueh Fu)
- Kim Ki-bum (Key) & Arisa Yagi (ja)

## Récompenses et nominations
| Année | Titre                      | Catégorie                                          | Travail nommé                 | Résultat   |
| ----- | -------------------------- | -------------------------------------------------- | ----------------------------- | ---------- |
| 2008  | MBC Entertainment Awards   | Best Brand Award                                   | Hwayobi                       | Lauréat    |
| 2008  | MBC Entertainment Awards   | Best Brand Award                                   | Kim Hyun-joong & Hwangbo      | Lauréat    |
| 2008  | MBC Entertainment Awards   | Best Couple Award                                  | Kim Hyun-joong & Hwangbo      | Lauréat    |
| 2009  | MBC Entertainment Awards   | Best Newcomer Award                                | Kim Yong-jun                  | Lauréat    |
| 2009  | MBC Entertainment Awards   | Best Newcomer Award                                | Hwang Jung-eum                | Lauréat    |
| 2009  | MBC Entertainment Awards   | Best Newcomer Award                                | Uee                           | Lauréat    |
| 2009  | MBC Entertainment Awards   | Prix spécial                                       | Jo Hyeong-gii                 | Lauréat    |
| 2009  | 3e Mnet 20's Choice Awards | Hot Couple Award                                   | Kim Yong-jun & Hwang Jung-eum | Lauréat    |
| 2010  | MBC Entertainment Awards   | Best Couple Award                                  | Jo Kwon & Gain                | Lauréat    |
| 2010  | MBC Entertainment Awards   | Best Newcomer Award                                | Jo Kwon & Gain                | Lauréat    |
| 2010  | MBC Entertainment Awards   | Popularity Award                                   | Jung Yong-hwa & Seohyun       | Lauréat    |
| 2010  | MBC Entertainment Awards   | Popularity Award                                   | Nichkhun & Victoria           | Lauréat    |
| 2010  | Bugs Music Awards          | Best Variety Star (Bronze)                         | Jo Kwon                       | Lauréat    |
| 2011  | MBC Entertainment Awards   | Best Newcomer Award                                | Eunjung                       | Lauréat    |
| 2011  | MBC Entertainment Awards   | Best Newcomer Award                                | Lee Jang-woo                  | Nomination |
| 2011  | MBC Entertainment Awards   | Excellence Award                                   | Park So-hyun                  | Lauréat    |
| 2011  | MBC Entertainment Awards   | Best MC Award                                      | Park Mi-sun                   | Lauréat    |
| 2012  | MBC Entertainment Awards   | Popularity Award                                   | Kang So-ra & Leeteuk          | Lauréat    |
| 2012  | MBC Entertainment Awards   | Best Newcomer Award                                | Hwang Kwanghee                | Lauréat    |
| 2012  | MBC Entertainment Awards   | Best Newcomer Award                                | Yoon Se-ah                    | Lauréat    |
| 2012  | MBC Entertainment Awards   | Best Couple Award                                  | Julien Kang & Yoon Se-ah      | Nomination |
| 2012  | MBC Entertainment Awards   | Best Couple Award                                  | Hwang Kwanghee & Han Sun-hwa  | Nomination |
| 2012  | MBC Entertainment Awards   | Best Couple Award                                  | Lee Joon & Oh Yeon-seo        | Nomination |
| 2013  | MBC Entertainment Awards   | Best Newcomer Award                                | Jeong Yu-mi                   | Lauréat    |
| 2013  | MBC Entertainment Awards   | Star of the Year                                   | Taemin                        | Lauréat    |
| 2013  | MBC Entertainment Awards   | Star of the Year                                   | Son Na-eun                    | Lauréat    |
| 2013  | MBC Entertainment Awards   | Star of the Year                                   | Yoon Han                      | Lauréat    |
| 2013  | MBC Entertainment Awards   | Star of the Year                                   | Jung Joon-young               | Lauréat    |
| 2013  | MBC Entertainment Awards   | Excellence Award                                   | Lee So-yeon                   | Lauréat    |
| 2013  | MBC Entertainment Awards   | Best Couple Award                                  | Lee Tae-min & Son Na-eun      | Nomination |
| 2014  | MBC Entertainment Awards   | Best Couple Award                                  | Song Jae-rim & Kim So-eun     | Lauréat    |
| 2014  | MBC Entertainment Awards   | New Star Award                                     | Namgung Min                   | Lauréat    |
| 2014  | MBC Entertainment Awards   | New Star Award                                     | Hong Jong-hyun                | Lauréat    |
| 2014  | MBC Entertainment Awards   | New Star Award                                     | Kim So-eun                    | Lauréat    |
| 2014  | MBC Entertainment Awards   | Best Newcomer Award                                | Kim So-eun                    | Nomination |
| 2014  | MBC Entertainment Awards   | Best Newcomer Award                                | Song Jae-rim                  | Lauréat    |
| 2014  | MBC Entertainment Awards   | Best Newcomer Award                                | Yura                          | Lauréat    |
| 2014  | MBC Entertainment Awards   | Best Newcomer Award                                | Son Na-eun                    | Nomination |
| 2014  | MBC Entertainment Awards   | Star of the Year                                   | Son Na-eun                    | Lauréat    |
| 2014  | MBC Entertainment Awards   | Star of the Year                                   | Taemin                        | Lauréat    |
| 2014  | MBC Entertainment Awards   | Star of the Year                                   | Yoon Han                      | Lauréat    |
| 2014  | MBC Entertainment Awards   | Star of the Year                                   | Jung Joon-young               | Lauréat    |
| 2014  | MBC Entertainment Awards   | Excellence Award                                   | Hong Jin-young                | Lauréat    |
| 2014  | MBC Entertainment Awards   | Entertainers' Choice for Most Desired Variety Show | We Got Married                | Lauréat    |
| 2014  | MBC Entertainment Awards   | Top Excellence Award                               | Park Mi-sun                   | Lauréat    |